# Calamophylliopsis
Genre
Calamophylliopsis est un genre éteint de coraux durs de la famille également éteinte des Dermosmiliidae (ordre des Scleractinia). Les espèces de ce genre ont vécu du Jurassique inférieur à l'Oligocène supérieur, il y a environ entre 189 et 23 Ma (millions d'années).
L'espèce Calamophylliopsis elegans provient de terrains crétacés de Chine.

## Liste des espèces
Selon GBIF (4 octobre 2023) :
- †Calamophylliopsis cervina (Étallon, 1860)
- †Calamophylliopsis compacta (Koby, 1884)
- †Calamophylliopsis crassitorquata (de Fromentel, 1861)
- †Calamophylliopsis elegans He & Xiao, 1990
- †Calamophylliopsis flabellata (de Fromentel, 1861)
- †Calamophylliopsis flabellum (de Blainville, 1830)
- †Calamophylliopsis klothoensis Beauvais, 1988
- †Calamophylliopsis marini (Bataller, 1936)
- †Calamophylliopsis moreauana (Michelin, 1843)
- †Calamophylliopsis phaceloida (Beauvais, 1986)
- †Calamophylliopsis simonyi (Reuss, 1854)
- †Calamophylliopsis stokesi (Milne Edwards & Haime, 1850)
- †Calamophylliopsis vidali (Bataller, 1956)

## Systématique
Le genre Calamophylliopsis a été créé en 1952 par le paléontologue français James Alloiteau (d) (1890-1969).
†Calamophylliopsis Alloiteau, 1952 a pour synonyme :
- † Cladophylliopsis Beauvais, 1972